# Puraesan (stacja kolejowa)
Puraesan (kor. 부래산역, Puraesan-yŏk) – stacja kolejowa w centralnej części Korei Północnej, na 217. kilometrze najdłuższej w kraju, 819-kilometrowej linii P’yŏngna, łączącej Pjongjang oraz specjalną strefę ekonomiczną Rasŏn. Stacja znajduje się w administracyjnych granicach powiatu Kowŏn (prowincja Hamgyŏng Południowy). 23 kwietnia 2006 roku w katastrofie kolejowej w pobliżu stacji Puraesan zginęło 670 osób. Na odcinku jednotorowym doszło wtedy do zderzenia pociągu pasażerskiego jadącego w stronę stacji Kowŏn i towarowego, który z naprzeciwka zbliżał się do stacji Puraesan.